# Янчева Ліана Миколаївна
Ліа́на Микола́ївна Я́нчева (нар. 9 березня 1943) - кандидатка економічних наук, професорка Державного біотехнологічного університету.

## Біографія
Ліана Миколаївна народилася 9 березня 1943 року у с. Березовий Груд.
З 1949-1956 роки навчалася у школі с. Березовий Груд.
У 1966 році закінчила Донецький інститут радянської торгівлі, спеціальність «Бухгалтерський облік».
З 1966-1971 роки працювала асистенткою, старшою викладачкою кафедри бухгалтерського обліку Харківського інституту громадського харчування.
З 1971 по 1974 роки була аспіранткою кафедри бухгалтерського обліку Київського торговельно-економічного інституту.
З 1974 по 1981 роки працювала старшою викладачкою, доценткою, професоркою кафедри бухгалтерського обліку Харківського інституту громадського харчування.
У 1975 році Ліана Миколаївна здобула вчений ступінь кандидатки економічних наук (спеціальність «Бухгалтерський облік, аналіз та контроль»).
З 1981 по 2013 роки працювала завідуючкою кафедри бухгалтерського обліку (Харківський інститут громадського харчування, Харківська державна академія харчування та торгівлі, Харківський державний університет харчування та торгівлі).
З 1991 по 2004 роки працювала на посаді проректора з навчально-методичної роботи.
У 1997 році Ліана Миколаївна здобула вчений ступінь докторки філософії в економічних науках (диплом ЭК № 000287 ради Київського торгово-економічного інституту від 05.03.1975 р. та Сертифікат НС № 030260 від 13.03.1997 р. Нострифікаційного комітету при Міжнародній Кадровій Академії про визнання диплому).
З 1997 по 2015 роки була членкинею Президії науково-методичної комісії МОН України сфери торгівлі та послуг; членкиня Предидії науково-методичної комісії МОН України з економічних спеціальностей.
З 1991 по 2021 роки була головкинею науково-методичної; заступницею голови вченої ради; головкинею комісії із соціального страхування; заступницею голови приймальної комісії Харківського державного університету харчування та торгівлі.
У 2019 році була заступницею голови оргкомітету ІІ Міжнародної науково-практичної Інтернет-конференції «Імплементація інновацій обліково-аналітичного забезпечення сталого розвитку сучасного бізнесу».
У 2020 році була заступницею голови оргкомітету Міжнародної науково-методичної конференції «Синергетична концепція розвитку студентцентрованого навчання - забезпечення якості вищої освіти»; заступницею голови оргкомітету Міжнародної науково-практичної конференції «Маркетинг ХХІ століття: виклик змін».
З 2004-2021 роки працювала першою проректоркою Харківського державного університету харчування та торгівлі.
Протягом 2019-2021 років була заступницею голова оргкомітету І, ІІ, ІІІ Міжнародної науково-методичної конференції «Модернізація вищої освіти та забезпечення якості освітньої діяльності» м. Харків.
Протягом 2020-2021 років була заступницею голови оргкомітету І та ІІ Міжнародної науково-практичної конференції «Механізми забезпечення сталого розвитку економіки: проблеми, перспективи, міжнародний досвід» м. Харків.
Протягом 2019-2022 років була заступницею голови оргкомітету Міжнародної науково-практичної конференції «Розвиток харчових виробництв, ресторанного та готельного господарств і торгівлі: проблеми, перспективи, ефективність» м. Харків.
З 10 вересня 2021 по теперішній час професорка кафедри обліку, аудиту та оподаткування  Державного біотехнологічного університету.

## Відзнаки та нагороди
- нагорода «Заслужений працівник народної освіти України» (1993);
- нагорода «Відмінник освіти України» (1997);
- Нагрудний знак МОН України «Петро Могила» (2007);
- медаль «Ділова людина України» (2007);
- орден Княгині Ольги ІІІ ступеня (2009);
- золота медаль «За високий професіоналізм» (2010);
- почесна грамота Кабінету Міністрів України (2017);
- Нагрудний знак МОН України «За наукові та освітні досягнення» (2021).